# Aiga-i-le-Tai
Aiga-i-le-Tai is een district in Samoa op het eiland Upolu.
Aiga-i-le-Tai telt 4508 inwoners op een oppervlakte van 27 km².